# Apocaulus foveiceps
Apocaulus foveiceps là một loài bọ cánh cứng trong họ Cerambycidae.